# شكري (اسم)
شكري هو اسم علم مذكر من أصل عربي، ومعناه هو منسوب إلى الشكر، المعتاد على الإكثار من الشكر والثناء للآخرين المعترف بالجميل، مقدر الإحسان.

## شخصيات تحمل الاسم
- شكري آرصوي (لاعب كرة قدم تركي، 14 يناير 1931 – )
- شكري أوزيلديز (ممثل تركي، 18 فبراير 1988 – )
- شكري العسلي (1868 – 6 مايو 1916)
- شكري القوتلي (سياسي سوري. ورئيس سوريا الأسبق.، 1891[3][4][5] – 1967[3][5][6])
- شكري المبخوت (مؤلف تونسي، 3 مايو 1962 – )
- شكري الواعر (لاعب كرة قدم تونسي، 15 أغسطس 1966[7] – )
- شكري بلعيد (سياسي تونسي، 26 نوفمبر 1964 – 6 فبراير 2013)
- شكري سرحان (ممثل مصري، 13 مارس 1925 – 9 مارس 1997)
- شكري غانم (سياسي ليبي، 9 أكتوبر 1942 – 29 أبريل 2012)
- شكري مصطفى (1 يونيو 1942 – 19 مارس 1978)

## وصلات خارجية
- موسوعة السلطان قابوس لأسماء العرب نسخة محفوظة 5 أبريل 2019 على موقع واي باك مشين.